# Free (canción de Sarah Brightman)
«Free» (en español: "Libre") es el cuarto y último sencillo de la cantante Sarah Brightman lanzado en 2004, de su álbum Harem. La canción alcanzó la posición #3 en el Billboard Dance music/Club play charts. El músico británico Nigel Kennedy interpreta el violín en las últimas cuatro estrofas de la canción.

## Lista de canciones

### CD
1. "Free" (Swiss American Federation Hot AC Mix) 2:58
2. "Free" (Swiss American Federation Modern AC Mix) 3:52
3. "Free" (Versión del álbum) 3:45
4. "Gueri de Toi" (Nemo Mix) 3:15

### Vinilo
1. "Free" (Swiss American Federation Club Mix)
2. "Free" (Nemo Remix)
3. "Free" (Swiss American Federation Dub Mix)
4. "Gueri De Toi" (Nemo Remix)